# AS Témala Ouélisse
Die AS Témala Ouélisse ist eine neukaledonische Fußballmannschaft aus Témala auf Grande Terre.

## Geschichte
Gegründet wurde das Team im Jahr 1978. Mit den Titeln hat der Klub aber in seiner Anfangszeit nichts zu tun und taucht auch in bekannten Aufzeichnungen erstmals in der Saison 2002 beim Coupe de Calédonie auf. Nach der Saison 2005/06 stieg man zur Spielzeit 2006/07 erstmals in Gruppe Grande Terre der Division Honneur auf. Dort rutsche man zwar gleich in die Playdowns, konnte sich aber in der Klasse halten. Nach der Spielzeit 2008/09 rutschte die Mannschaft dann jedoch wieder eine Liga tiefer. Seitdem findet man sich in der Promotion d’Honneur wieder.